# 聖佩德羅德科里斯區
聖佩德羅德科里斯區（西班牙語：Distrito de San Pedro de Coris）是秘魯的一個區，位於該國中南部萬卡韋利卡大區的丘爾坎帕省，始建於1955年5月10日，面積126.17平方公里，海拔高度3,580米，2005年人口4,561，人口密度每平方公里36人。